# Pugilato ai XVI Giochi panamericani
Il pugilato ai XVI Giochi panamericani si è svolto alla Expo Guadalajara Arena di Guadalajara, in Messico, dal 21 al 29 ottobre 2011. Per la prima volta nella storia dei giochi viene incluso anche il torneo femminile, per un totale di dieci categorie maschili e tre femminili. Cuba è stata la gran dominatrice dell'evento, con nove medaglie totali di cui ben otto d'oro sulle 13 disponibili.

## Calendario
Tutti gli orari secondo il Central Standard Time (UTC-6).
| Giorno    | Data           | Inizio | Fine  | Evento                                    | Fase        |
| --------- | -------------- | ------ | ----- | ----------------------------------------- | ----------- |
| Giorno 8  | Ven 21 ottobre | 18:00  | 22:00 | 49 kg, 56 kg, 64 kg, 75 kg, 91 kg Uomini  | Preliminari |
| Giorno 8  | Ven 21 ottobre | 18:00  | 22:00 | 51 kg Donne                               | Quarti      |
| Giorno 9  | Sab 22 ottobre | 18:00  | 21:30 | 52 kg, 60 kg, 69 kg, 81 kg, +91 kg Uomini | Preliminari |
| Giorno 9  | Sab 22 ottobre | 18:00  | 21:30 | 60 kg Donne                               | Quarti      |
| Giorno 10 | Dom 23 ottobre | 14:00  | 16:45 | 49 kg, 56 kg Uomini                       | Quarti      |
| Giorno 10 | Dom 23 ottobre | 14:00  | 16:45 | 75 kg Donne                               | Quarti      |
| Giorno 10 | Dom 23 ottobre | 18:00  | 21:00 | 64 kg, 75 kg, 91 kg Uomini                | Quarti      |
| Giorno 11 | Lun 24 ottobre | 14:00  | 16:45 | 52 kg, 60 kg Uomini                       | Quarti      |
| Giorno 11 | Lun 24 ottobre | 18:00  | 21:00 | 69 kg, 81 kg, +91 kg Uomini               | Quarti      |
| Giorno 12 | Mar 25 ottobre | 19:00  | 22:00 | 49 kg, 56 kg, 64 kg, 75 kg, 91 kg Uomini  | Semifinali  |
| Giorno 12 | Mar 25 ottobre | 19:00  | 22:00 | 51 kg Donne                               | Semifinali  |
| Giorno 13 | Mer 26 ottobre | 19:00  | 22:30 | 52 kg, 60 kg, 69 kg, 81 kg, +91 kg Uomini | Semifinali  |
| Giorno 13 | Mer 26 ottobre | 19:00  | 22:30 | 60 kg, 75 kg Donne                        | Semifinali  |
| Giorno 15 | Ven 28 ottobre | 19:00  | 21:30 | 49 kg, 56 kg, 64 kg, 75 kg, 91 kg Uomini  | Finali      |
| Giorno 15 | Ven 28 ottobre | 19:00  | 21:30 | 51 kg Donne                               | Finali      |
| Giorno 16 | Sab 29 ottobre | 19:00  | 21:55 | 52 kg, 60 kg, 69 kg, 81 kg, +91 kg Uomini | Finali      |
| Giorno 16 | Sab 29 ottobre | 19:00  | 21:55 | 60 kg, 75 kg Donne                        | Finali      |

## Risultati

### Uomini
| Evento                      | Oro                       | Argento                     | Bronzo                                     |
| Pesi mosca-leggeri (49 kg)  | Joselito Velázquez        | Yosbany Veitia              | Jantony Ortiz Juan Hererad                 |
| Pesi mosca (52 kg)          | Robeisy Ramírez Carrazana | Dagoberto Aguero            | Braulio Ávila Julião Henriques             |
| Pesi gallo (56 kg)          | Lázaro Álvarez            | Óscar Valdez Fierro         | Ángel Rodríguez Robenilson Vieira de Jesus |
| Pesi leggeri (60 kg)        | Yasnier Toledo            | Robson Da Conceicao         | Ángel Suárez Ángel Gutiérrez               |
| Pesi welter-leggeri (64 kg) | Roniel Iglesias Sotolongo | Valentino Knowles           | Joelvis Hernandes Éverton Lopes            |
| Pesi welter (69 kg)         | Carlos Banteaux Suárez    | Oscar Molina                | Mian Hussain Myke Carvalho                 |
| Pesi medi (75 kg)           | Emilio Correa             | Jaime Cortez                | Juan Carlos Rodríguez Brody Blair          |
| Pesi mediomassimi (81 kg)   | Julio César la Cruz       | Yamaguchi Falcão Florentino | Carlos Góngora Armando Piña                |
| Pesi massimi (91 kg)        | Lenier Pero               | Jaime Cortez                | Yamil Peralta Anderson Emmanuel            |
| Pesi supermassimi (+91 kg)  | Ytalo Perea               | Juan Hiracheta              | Isaía Mena Gerardo Bisbal                  |

### Donne
| Evento                      | Oro          | Argento          | Bronzo                            |
| Pesi mosca (51 kg)          | Mandy Bujold | Ingrit Valencia  | Pamela Benavídez Karlha Magliocco |
| Pesi welter-leggeri (60 kg) | Kiria Tapia  | Erika Cruz       | Sandra Bizier Adela Peralta       |
| Pesi mediomassimi (75 kg)   | Mary Spencer | Yenebier Guillén | Roseli Feitosa Alma Ibarra        |

## Medagliere
| Posizione | Nazione         | Oro | Argento | Bronzo | Totale |
| --------- | --------------- | --- | ------- | ------ | ------ |
| 1         | Cuba            | 8   | 1       | 0      | 9      |
| 2         | Canada          | 2   | 0       | 3      | 5      |
| 3         | Messico         | 1   | 4       | 4      | 9      |
| 4         | Ecuador         | 1   | 2       | 1      | 4      |
| 5         | Porto Rico      | 1   | 0       | 3      | 4      |
| 6         | Rep. Dominicana | 0   | 2       | 1      | 3      |
| 7         | Brasile         | 0   | 2       | 5      | 7      |
| 8         | Colombia        | 0   | 1       | 1      | 2      |
| 9         | Bahamas         | 0   | 1       | 0      | 1      |
| 10        | Venezuela       | 0   | 0       | 4      | 4      |
| 11        | Argentina       | 0   | 0       | 3      | 3      |
| 12        | Bahamas         | 0   | 0       | 1      | 1      |
| Totale    | Totale          | 13  | 13      | 26     | 52     |